# HMS Achille (1798)
El HMS Achille fue un navío de línea británico de 2 puentes y 74 cañones construido en los astilleros Cleverley Bros., de Gravesend, entre 1795 y 1798 bajo diseño del ingeniero John Henslow. El diseño del navío se basó en el barco francés Pompée. Fue el cuarto de su nombre en la Royal Navy. Participó en la batalla de Trafalgar. De acuerdo con el sistema de clasificación británico, el buque quedaba categorizado como navío de tercera clase, siendo el responsable de su construcción Willliam Cleverley.

## Actuación en laRoyal Navy
En octubre del año 1805 luchó en la batalla de Trafalgar formando parte de la flota británica que se enfrentó a la combinada franco-española frente a las costas de Cádiz. El HMS Achille estuvo en aquella jornada bajo el mando del capitán Richard King, formando en el séptimo puesto de la columna a sotavento (Lee Division) dirigida por el almirante Cuthbert Collingwood. El HMS Achille fue el navío encargado de disparar el primer cañonazo en la batalla, a las 12.15 hora local, comenzando un enfrentamiento con el barco español Montañés. Después de quince minutos de intercambio de cañonazos, se dispuso a atacar al Argonaute francés, que estaba lidiando con otros navíos británicos.
Después de horas de lucha feroz, a punto de rendir al Argonaute, el barco también francés, Achille, dirigido por Louis Gabriel Deniéport, intentó a la desesperada ayudar a sus compañeros franceses, sin poder conseguirlo. Volvió a intentarlo el Berwick, que tras una hora y cuarto de combate contra el HMS Achille acabó perdiendo a más de 250 hombres, casi la mitad de la tripulación, siendo los supervivientes transferidos al barco británico y llevados a Gibraltar.
Con 619 hombres a bordo, el balance de la batalla en el HMS Achille se cobró 13 muertos y 59 heridos.
El 17 de julio de 1812, el HMS Achille, junto al HMS Cerberus, capturó o destruyó a 12 trabacolos (naves propias del Mar Adriático) frente a las costas de Venecia.
Continuó en servicio activo hasta 1815, cuando fue dada de baja en Chatham, y quedó en el dique seco de Sheerness. Aquí permaneció hasta 1865, año en que decidió venderse el esqueleto del navío para su desguace por una cifra en torno a 3 600 £ de la época.